# René Hernández (Musiker)
René Alejandro Hernández Junco (* 21. Januar 1916 in Cruces; † 5. September 1987 in San Juan) war ein kubanischer Pianist und Arrangeur.

## Leben
Hernandez trat Mitte der 1930er Jahre in ein örtliches Orchester namens Jakiki ein. Dort lernte er den Posaunisten und Pianisten Generoso Jiménez kennen, mit dem er zu Carmén Arellanos Orchester Arellano Fernández wechselte. Er übernahm bald die Leitung des Orchesters und profilierte sich bereits zu dieser Zeit als Interpret von Danzónes.
Mit seinem Bruder Raúl trat er in das Orquesta Cienfuegos ein, eine der bedeutenden Tipico-Jazzbands Kubas. In Havanna trat er gelegentlich mit dem Orchester Siglo XX auf, wurde dort Mitglied des Orquesta Hermanos Palau und 1940 des Orchesters des Trompeters und Komponisten Julio Cueva. Für dieses schrieb er zahlreiche Arrangements, bis er von Damaso Pérez Prado abgelöst wurde.
Nach einer Zeit als Pianist in Bebo Valdés’ Casino de la Playa ging er 1945 nach New York und wurde als Nachfolger von Joe Loco Mitglied von Mario Bauzás Afro-Cubanos, mit denen er bis 1966 als Pianist und Arrangeur zusammenarbeitete. 1953 begleitete er Arsenio Rodríguez bei einer Aufnahme. Seine Kompositionen Harlem jamboree, Noche y día, Cha chá René und Killer Joe wurden von Machito und seinem Orchester unter dem Namen René Hernández and his orchestra aufgenommen. Bis Ende der 1950er Jahre arbeitete er als Arrangeur auch für Panchito Riset und leitete dessen Orchester. Sein Arrangement von Ublabadu einer Rumba Pepe Becques wurde u. a. von Miguelito Valdés, Arsenio Rodríguez, Vitín Avilés und Tito Rodríguez interpretiert. 1965 begleitete er Celia Cruz bei einer Studioaufnahme.
1966 trennte sich Hernández von den Afro-Cubanos und trat dem Orchester Tito Rodríguez’ bei. Mit diesem reiste er nach Puerto Rico, wo er sich niederließ. Er arbeitete dort als Arrangeur u. a. für Eddie Palmieri und spielte in einigen Orchestern der Insel, darunter dem von Miguelito Miranda im Hilton-Hotel.